# Михаљ Тот (фудбалер)
Михаљ Тот (мађ. Tóth Mihály; Будимпешта, 27. децембар 1974) је бивши мађарски фудбалер који је играо на позицији нападача. Био је најбољи стрелац мађарског фудбалског првенства у сезони  2003/04.

## Клупска каријера
У Диошђер је дошао у лето 2008. године и од тада је стабилан члан стартног тима, био је водећи на листи стрелаца Диошђера у шампионату 2008-2009. Иако је требало да напусти Диошђер и пређе у МФЦ Печуј у јануару 2009, на крају је ипак остао у тиму. Касније је био и капитен екипе ДВТК. Уговор му је раскинут у лето 2009.
НБ1 утакмице
- Утакмице: 291
- Број голова: 108

## Тренер
После престанка активног бављења фудбалом као играч прешао је ун тренере. Радио је по нижеразредним тимовима и чак је и тренирао женски клуб МТК. У лето 2021. године почео је да ради као помоћни тренер у Вашашу.

## Остварења

### Клуб
- НБ I:  
  - шампион: 2000/01.
- Куп Мађарске у фудбалу (2):
  - победник: 1995/96. 2004/05.
- Куп Норвешке у фудбалу (1):
  - победник: Куп Норвешке у фудбалу 2006.

### Индивидуално
- Најбољи стрелац Мађарске лиге: (1): 2003/04. (17. голова)